# Football en Biélorussie

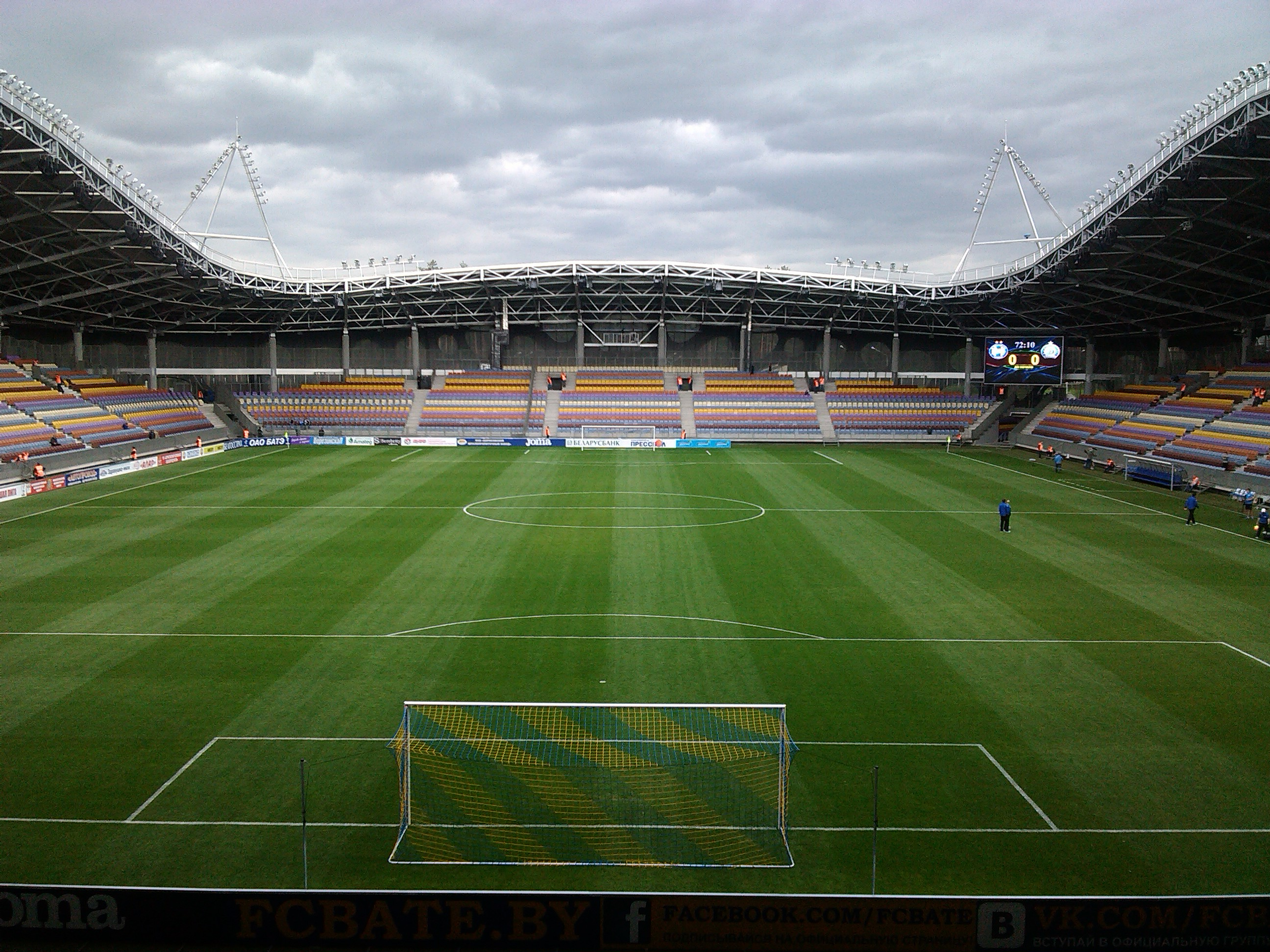
Borisov Arena, Barryssaw

Le football en Biélorussie est le sport le plus populaire, suivi par le hockey sur glace. C'est la Fédération de Biélorussie de football qui organise les compétitions dans le pays : le championnat masculin, féminin, ainsi que les coupes.

## Système de divisions
| Niveau | Championnat                 |
| ------ | --------------------------- |
| 1      | Vycheïchaïa Liga 16 clubs   |
|        | ↓↑ 2 clubs                  |
| 2      | Perchaïa Liga (D2) 15 clubs |
|        | ↓↑ 1 club                   |
| 3      | Drougaïa Liga (D3) 15 clubs |